# Albert Haug
 Albert Haug (* 22. August 1830 in Leitershofen; † 28. Juli 1895 in Günzburg) war ein deutscher kunstsinniger Arzt aus dem bayerischen Schwaben.

## Leben
Albert Haug war Sohn eines Schullehrers aus Markt Wald.
Aus der Ehe mit seiner Frau Therese, geborene Bulach, gingen sieben Kinder hervor. Sein 1875 geborener gleichnamiger Sohn war Architekt und königlicher Bauamtsassessor. Er hatte beispielsweise von 1909 bis 1911 die Bauleitung für die Niederbayerische Kreis-Heil- und Pflegeanstalt Mainkofen.

### Werdegang
Albert Haug studierte, unterstützt durch Zuschüsse aus dem Dillinger Stipendienfonds und dem Augsburger Domstipendienfonds, mit Beginn des Studienjahrs 1852/53 Medizin an der philosophischen Fakultät an der Universität München. Den dortigen Studierendenverzeichnissen zu entnehmen ist, dass er während des Studiums in München zuletzt im Wohnheim des Allgemeinen Krankenhauses wohnte. Als Heimatort ist bis einschließlich zum Wintersemester 1856/57 Leitershofen im Landkreis Augsburg angegeben, in seinem letzten Studiensemester im Sommer 1857 dann Markt Wald. 1857 wurde er dann an der Universität München promoviert.
Nach dem Studium war er Assistenzarzt an der medizinischen Klinik von Franz Xaver von Gietl in München und trat 1861 in den Staatsdienst ein. Im November des gleichen Jahres erhielt er die Lizenz zum Betreiben einer Arztpraxis in Markt Wald; seinen Wohnsitz hatte er zu diesem Zeitpunkt in Schweinspoint. Noch im Dezember 1861 wurde er als praktizierender Arzt nach Leipheim versetzt. Nach einem weiteren Umzug von Leipheim nach Günzburg am 15. April 1867 lebte die Familie dort im sogenannten „Haug-Haus“ (Hausnr. 231; heute Bürgermeister-Landmann-Platz 11; denkmalgeschützt). Am 11. April 1872 zog er von Günzburg nach Pfaffenhausen. Zuletzt praktizierte er wieder in Günzburg.

### Gemäldeüberlassung
Haug hat der Münchner Alten Pinakothek 1889 mit Leonardo da Vincis Frühwerk Madonna mit der Nelke zu einem ihrer heute bedeutendsten Werke verholfen. Das Bild war in Günzburg im Besitz der 1881/1883 verstorbenen Eigentümer der Oberen Apotheke August und Rosa Maria Wetzler. Danach kam es an die unverheiratete Schwester Therese von August Wetzler, die in der ehemaligen Kommandantur der vorderösterreichischen Kaserne (Augsburger Straße 16) wohnte. Nach Thereses Tod im November 1885 wurde die „Madonna mit der Nelke“ am 6./7. April 1886 mit dem gesamten Hausrat versteigert. Albert Haug erwarb nach dem Bericht von Alfons Hug das für 5 Mark ausgerufene Gemälde für 47,50 Mark. Am 8. April 1889 brachte ein Freund von Haug das Bild zur Alten Pinakothek, um es auf seine künstlerische Herkunft prüfen zu lassen. Dort erkannte der Kurator Adolf Bayersdorfer das Gemälde als wertvoll aus dem Umfeld von Andrea del Verrocchio (Leonardos Lehrmeister). Haug überließ die „Madonna“ großzügig für den geringen angebotenen Kaufpreis von 800 Reichsmark der Pinakothek. Seine Beweggründe, sich von dem Meisterwerk zu trennen, hat Haug in einem Brief an den damaligen Restaurator der Pinakothek, Alois Hauser, beschrieben. Als Bayer freue er sich darüber, wenn das Bild, das er immer sehr geschätzt habe, im Lande bleibe. In der Pinakothek, so Haug, sei es besser geschützt als im Privatbesitz. Nach der Grundreinigung schrieben im Herbst 1889 erstmals Heinrich von Geymüller und andere Kunstsachverständige das Bild Leonardo da Vinci selbst zu (siehe Literatur C. Syre u. a. S. 94). Er hat es um 1475 noch in der Werkstatt von Verrocchio geschaffen. Nach den einschlägigen Pressemeldungen befürchtete von Reber, der Direktor der Pinakothek,  Haug könnte finanzielle Nachforderungen stellen. Als „Kompensation“ beantragte er bei Prinzregent Luitpold die Verleihung des Ordens des  Hl. St. Martin an den Günzburger Arzt (siehe C. Syre, S. 94f., Literatur). Noch heute ist die Madonna mit  der Nelke das einzige Gemälde Leonardos in einem deutschen Museum.

## Schriften
- Beobachtungen aus der medicinischen Klinik und Abtheilung des Professors von Gietl im allgemeinen Krankenhause zu München mit einer statistischen Uebersicht des Jahres 1856/57. Erstes Heft; zusammengestellt von Albert Haug. Verlag Christian Kaiser, München 1860 (Digitalisat).